# Russula tapawera
Russula tapawera är en svampart som först beskrevs av T. Lebel, och fick sitt nu gällande namn av T. Lebel 2007. Russula tapawera ingår i släktet kremlor och familjen kremlor och riskor.   Inga underarter finns listade i Catalogue of Life.